# 米拉贝洛桑尼蒂科
米拉贝洛桑尼蒂科（義大利語：Mirabello Sannitico），是意大利坎波巴索省的一个市镇。总面积21平方公里，人口2107人，人口密度100.3人/平方公里（2009年）。ISTAT代码为070038。